# 올림픽 오스트랄라시아 선수단
올림픽 오스트랄라시아 선수단은 오스트레일리아와 뉴질랜드가 연합하여 올림픽에 참가한 선수단이다. 1908년 하계 올림픽과 1912년 하계 올림픽에 참가했다. 제1차 세계 대전이 끝난 후 재개된 1920년 하계 올림픽부터는 오스트레일리아와 뉴질랜드가 별개의 팀으로 참가하였다.

## 역대 참가 종목

### 하계 올림픽 참가 종목
| 종목   | 08 | 12 |
| ------ | -- | -- |
| 럭비   | •  |    |
| 다이빙 | •  |    |
| 사격   | •  |    |
| 수영   | •  | •  |
| 복싱   | •  |    |
| 육상   | •  | •  |
| 테니스 |    | •  |
| 조정   |    | •  |

## 참고 자료
- (영어) “Australasia”. SR/Olympic Sports. 2011년 8월 13일에 원본 문서에서 보존된 문서. 2011년 10월 30일에 확인함.